# 徐守本
徐守本（1969年4月—），男，山东烟台人，经济学博士，高级经济师，中国共产党党员。中华人民共和国政治人物。现任国务院副秘书长。